# Bowling Bowling Bowling Parking Parking
Bowling Bowling Bowling Parking Parking es un CD en vivo de la banda californiana Green Day. Fue lanzado el 25 de julio de 1996 a través de Reprise Records. Fue lanzado sólo en Japón, Europa y América del Sur en 1996. Las canciones fueron grabadas en diferentes fechas. En Japón apareció con una pista adicional y una edición diferente luego del tema Walking Contradiction.

## Lista de canciones
Las canciones 1, 2, 3 y 7 son de Insomniac. La 4 es de 1,039/Smoothed Out Slappy Hours. La 5 y la 6 son de Dookie. El tema 8 es de Kerplunk.

Todas las canciones escritas y compuestas por Billie Joe Armstrong, excepto las indicadas. 
| N.º   | Título                  | Ubicación                                | Duración |  |
| 1.    | «Armatage Shanks»       | Praga, República Checa                   | 2:17     |  |
| 2.    | «Brain Stew»            | Praga, República Checa                   | 3:04     |  |
| 3.    | «Jaded»                 | Praga, República Checa                   | 1:23     |  |
| 4.    | «Knowledge»             | San Petersburgo, Florida, Estados Unidos | 2:37     |  |
| 5.    | «Basket Case»           | Tokio, Japón                             | 4:11     |  |
| 6.    | «She»                   | Tokio, Japón                             | 2:20     |  |
| 7.    | «Walking Contradiction» | Praga, República Checa                   | 2:31     |  |
| 17:05 |                         |                                          |          |  |

| Edición japonesa |                                                      |              |          |  |
| N.º              | Título                                               | Ubicación    | Duración |  |
| 8.               | «Dominated Love Slave» (Bonus track exclusivo Japón) | Tokio, Japón | 2:20     |  |
| 19:15            |                                                      |              |          |  |

- Datos: Q1931115